# Planet Hunters
Planet Hunters este un proiect științific public pentru cetățeni pentru a descoperi exoplanete cu ajutorul ochilor umani. Utilizatorii analizează datele de la telescopul spațial Kepler și de la satelitul TESS. A fost inițiat de o echipă condusă de  Debra Fischer de la Universitatea Yale, ca parte a proiectului Zooniverse.
La 6 decembrie 2018, a fost lansat proiectul Planet Hunters: TESS. Acest proiect folosește date de la Transiting Exoplanet Survey Satellite (TESS) și este în prezent activ (în februarie 2020). Acest proiect a descoperit exoplaneta TOI-813b de dimensiunea lui Saturn.

## Metode de cercetare
Utilizatorii sunt rugați să sorteze graficele în funcție de variațiile curbei de lumină, pe baza diagramelor interactive. O curbă de lumină poate fi „constantă” sau „variabilă”; o curbă de lumină constantă urmează o tendință aproape liniară, în timp ce o variabilă are vârfuri care pot fi „regulate”, „pulsatorii” sau „neregulate”.. Când apare o scădere a luminozității stelei, aceasta este evidențiată în curba luminii; această scădere ar putea fi cauzată de un tranzit al unei planete  sau de o eroare de înregistrare sau din alte cauze. Utilizatorii salvează analiza graficului pe care l-au elaborat în baza de date, apoi toate stelele „suspecte” sunt discutate de comunitate și de astronomii echipei Kepler, care, dacă există dovezi reale ale unui posibil tranzit, studiază steaua în detaliu cu instrumente profesioniste.

## Descoperiri

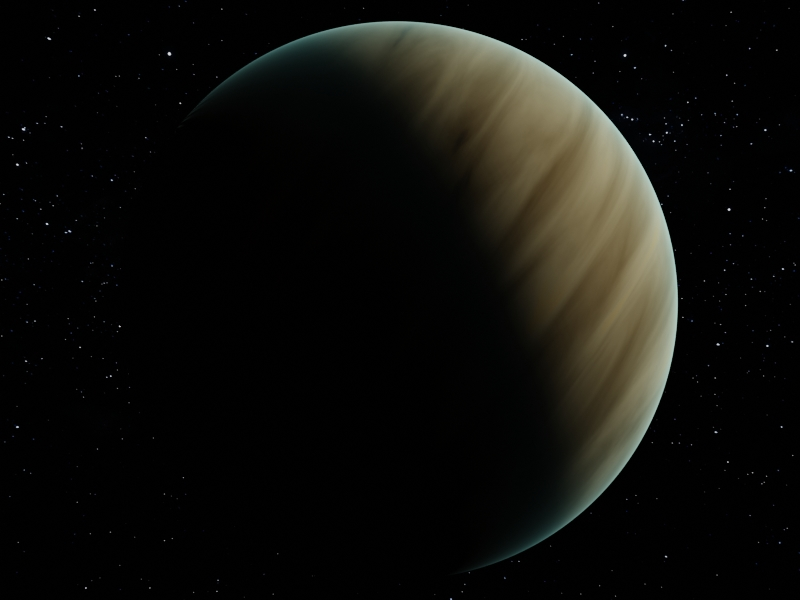
Reprezentarte artistică a TOI-813b, o exoplanetă descoperită de Planet Hunters

Au fost analizate peste 12 milioane de grafice, 34 de planete candidate au fost găsite până în iulie 2012.
| #                 | Planetă circumbinară                                                                                       |
| §                 | Planeta care orbitează în jurul unei stele într-un sistem cu mai multe stele (clasa S sau planeta satelit) |
| mai multe planete | Stea gazdă cu un sistem planetar (două sau mai multe planete)                                              |

Galbenul indică o planetă circumbinară. Verde deschis indică planeta care orbitează în jurul unei stele într-un sistem cu mai multe stele. Albastrul deschis indică stelele gazdă cu un sistem planetar, format din două sau mai multe planete. Valorile pentru stelele gazdă sunt dobândite via SIMBAD și în caz contrar sunt adăugate referințe. Magnitudinea aparentă reprezintă magnitudinea V. .
| Planetă            | Masă (MJ)    | Rază (RJ) | Perioadă sinodică (zile) | Semiaxa mare (UA) | Excentricitate orbitală | Înclin. (°) | Stea       | Constel. | Mag. ap. | Distanță (a-l) | Tip stea | Anul confirmării | Note                        |
| ------------------ | ------------ | --------- | ------------------------ | ----------------- | ----------------------- | ----------- | ---------- | -------- | -------- | -------------- | -------- | ---------------- | --------------------------- |
| PH1b# (Kepler-64b) | <0.531       | 0.55      | 138.3                    | 0.65              | 0.07                    | 90.1        | kepler-64  | Cygnus   | 13.718   | 7200           | F/M      | 2012             | [ 9 ] [ 10 ]                |
| PH2b (Kepler-86b)  | <80.0        | 0,9       | 282,5255                 | 0,828             | 0,12 - 0,49             | 89,8        | kepler-86  | Cygnus   | 12,699   | 1200           | ~G4      | 2013             | [ 11 ] [ 12 ] [ 13 ]        |
| PH3b (Kepler-289b) | 0.002 - 0.04 | 0.19      | 34.545                   | 0.2               |                         | 89.6        | Kepler-289 | Cygnus   | 14.144   | 2300           |          | 2014             | [ 14 ] [ 15 ] [ 12 ]        |
| PH3c (Kepler-289c) | 0.4          | 1.03      | 125.85                   | 0.5               |                         | 89.8        | Kepler-289 | Cygnus   | 14.144   | 2300           |          | 2014             | [ 14 ] [ 16 ]               |
| PH3d (Kepler-289d) | 0.01         | 0.24      | 66.1                     | 0.3               |                         | 89.7        | Kepler-289 | Cygnus   | 14.144   | 2300           |          | 2014             | [ 14 ] [ 17 ]               |
| WASP-47d           | 0.04         | 0.32      | 9.031                    | 0.07 - 0.1        | <0.014                  | 89.3        | WASP-47    | Aquarius | 11.9     | 870            | G9V      | 2015             | [ 18 ] [ 19 ] [ 20 ]        |
| WASP-47e           | 0.02         | 0.16      | 0.7896                   | 0.02              | 0.01 - 0.07             | 86.0        | WASP-47    | Aquarius | 11.9     | 870            | G9V      | 2015             | [ 18 ] [ 19 ] [ 21 ]        |
| Kepler-455b        |              | 0.6       | 1311.1 - 1708.4          |                   |                         | 90.0        | Kepler-455 | Cygnus   | 14.355   | 4100           |          | 2015             | [ 22 ] [ 23 ] [ 12 ]        |
| Kepler-456b        |              | 0.2 - 2.9 | 1167.6 - 13,721.9        |                   |                         | 89.8        | Kepler-456 | Lyra     | 12.819   | 2500           | F5V      | 2015             | [ 24 ] [ 23 ] [ 12 ]        |
| Kepler-457b        |              | 0.2 - 0.6 | 31.81                    |                   |                         | 89.3        | Kepler-457 | Lyra     | 14.331   | 3600           |          | 2015             | [ 25 ] [ 23 ] [ 12 ]        |
| Kepler-457c        |              | 0.1 - 0.4 | 74.1 - 114.1             |                   |                         | 89.7        | Kepler-457 | Lyra     | 14.331   | 3600           |          | 2015             | [ 26 ] [ 23 ]               |
| Kepler-458b        |              | 0.4       | 572.38                   |                   |                         | 89.8        | Kepler-458 | Cygnus   | 14.083   | 5500           | F6IV     | 2015             | [ 27 ] [ 23 ] [ 12 ]        |
| Kepler-459b        |              | 0.5       | 854.08                   |                   |                         | 89.9        | Kepler-459 | Lyra     | 15.487   | 5000           |          | 2015             | [ 28 ] [ 23 ] [ 12 ]        |
| Kepler-460b§       |              | 0.6       | 440.78                   |                   |                         | 89.9        | Kepler-460 | Lyra     | 13.827   | 4300           | F6IV     | 2015             | [ 29 ] [ 23 ] [ 30 ] [ 12 ] |
| TOI-813b           |              | 0.60      | 83.89                    | 0.42              |                         | 89.6        | TOI-813    | Dorado   | 10.286   | 870            | G0 IV    | 2020             | [ 31 ] [ 5 ]                |
| TOI-1338b#         | 0.104        | 0.611     | 95.174                   | 0.4607            | 0.0880                  | 89.37       | TOI-1338   | Pictor   | 11.722   | 1300           | M+G      | 2020(?)          | [ 32 ] [ 33 ] [ 34 ] [ 35 ] |